# Ayele Abshero
Ayele Abshero (Yeboba, 28 december 1990) is een Ethiopische langeafstandsloper, die gespecialiseerd is in de marathon. Hij nam eenmaal deel aan de Olympische Spelen, maar won hierbij geen medailles.

## Loopbaan
In 2007 liep Abshero de Great Ethiopian Run en miste met een vierde plaats op een haar na het podium. In 2008 won hij een zilveren medaille op de wereldkampioenschappen veldlopen voor junioren. Het jaar erop won hij de wereldtitel bij deze loop. Zijn grootste succes boekte hij in 2012 met het winnen van de marathon van Dubai. Met een tijd van 2:04.23 bleef hij zijn landgenoten Dino Sefir (zilver; 2:04.50) en Markos Geneti (brons; 2:04.54) voor. In datzelfde jaar nam hij op 21-jarige leeftijd deel aan de Olympische Spelen van 2012 in Londen, maar moest hij nog voor de finish de strijd staken.
In Nederland is Ayele Abshero geen onbekende. Zo behaalde hij podiumplaatsen bij de Dam tot Damloop (2010), Zevenheuvelenloop (2008 en 2010), Tilburg Ten Miles (2010), Montferland Run (2009) en de halve marathon van Egmond (2011, 2014 en 2019). Bij de City-Pier-City Loop in 2011 finishte hij met 59.42 op een vierde plaats.
Zijn broer Tessema Abshero loopt ook marathons.

## Titels
- Wereldkampioen veldlopen voor junioren - 2009

## Persoonlijke records
Baan
| Afstand  | Prestatie | Datum        | Plaats  |
| -------- | --------- | ------------ | ------- |
| 3000 m   | 7.40,08   | 18 juli 2010 | Tanger  |
| 5000 m   | 13.11,38  | 1 juni 2009  | Hengelo |
| 10.000 m | 27.48,84  | 3 juni 2011  | Eugene  |

Weg
| Afstand        | Prestatie | Datum            | Plaats     |
| -------------- | --------- | ---------------- | ---------- |
| 10 km          | 27.56     | 20 mei 2012      | Manchester |
| 15 km          | 42.02     | 21 november 2010 | Nijmegen   |
| 20 km          | 56.45     | 13 maart 2011    | Den Haag   |
| halve marathon | 59.42     | 13 maart 2011    | Den Haag   |
| 25 km          | 1:13.17   | 13 oktober 2013  | Chicago    |
| 30 km          | 1:27.50   | 21 april 2013    | Londen     |
| marathon       | 2:04.23   | 27 januari 2012  | Dubai      |

## Palmares

### 3000 m
- 2010: 5e Fanny Blankers-Koen Games in Hengelo - 7.43,30
- 2010:  Meeting International Tangier - 7.40,08

### 5000 m
- 2009: 4e Afrikaanse juniorenkamp. - 13.44,21

### 10.000 m
- 2009: 5e Meeting Lille Metropole in Villeneuve d'Ascq - 27.54,29

### 10 km
- 2007: 4e Great Ethiopian Run - 29.21,82
- 2010:  Hemmeromloop - 28.11
- 2010:  Tilburg Ten Miles - 28.26
- 2012:  Great Manchester Run - 27.56
- 2014:  Stadsloop Appingedam - 28.13

### 15 km
- 2008:  Zevenheuvelenloop - 42.17
- 2009: 4e Zevenheuvelenloop - 43.10
- 2009:  Montferland Run - 42.50
- 2010:  Zevenheuvelenloop - 42.02
- 2016: 10e Zevenheuvelenloop - 45.11

### 10 Eng. mijl
- 2008:  Dam tot Damloop - 45.24
- 2010:  Dam tot Damloop - 45.33
- 2015: 9e Dam tot Damloop - 47.28
- 2019: 5e Dam tot Damloop - 46.57

### halve marathon
- 2011:  halve marathon van Egmond - 1:02.23
- 2011: 4e City-Pier-City Loop - 59.42
- 2011: 10e halve marathon van Lille (Rijsel) - 1:02.18
- 2012:  halve marathon van Yangzhou - 1:01.11
- 2014:  halve marathon van Egmond - 1:02.52
- 2015: 6e halve marathon van Ceske Budejovice - 1:06.10
- 2019:  halve marathon van Egmond - 1:04.57

### marathon
- 2012:  marathon van Dubai - 2:04.23
- 2012: DNF OS
- 2013:  marathon van Londen - 2:06.57
- 2013: 6e Chicago Marathon - 2:10.10
- 2014: 4e marathon van Londen - 2:06.31
- 2015:  marathon van Gyeongju - 2:08.53
- 2016: 9e marathon van Rotterdam - 2:12.18
- 2017: 4e marathon van Gongju - 2:08.37
- 2018:  marathon van Xiamen - 2:11.33
- 2018:  marathon van Hamburg - 2:07.19
- 2018: 4e marathon van Ljubljana - 2:09.12
- 2019:  marathon van Hamburg - 2:08.26
- 2022: 10e marathon van Lienz - 2:09.37

### veldlopen
- 2008:  WK junioren in Edinburgh - 22.40
- 2009:  WK junioren in Amman - 23.26
- 2010: 24e WK in Bydgoszcz - 34.27
- 2010:  Jan Meda Cross Country